# キッズ・チョイス・アワード

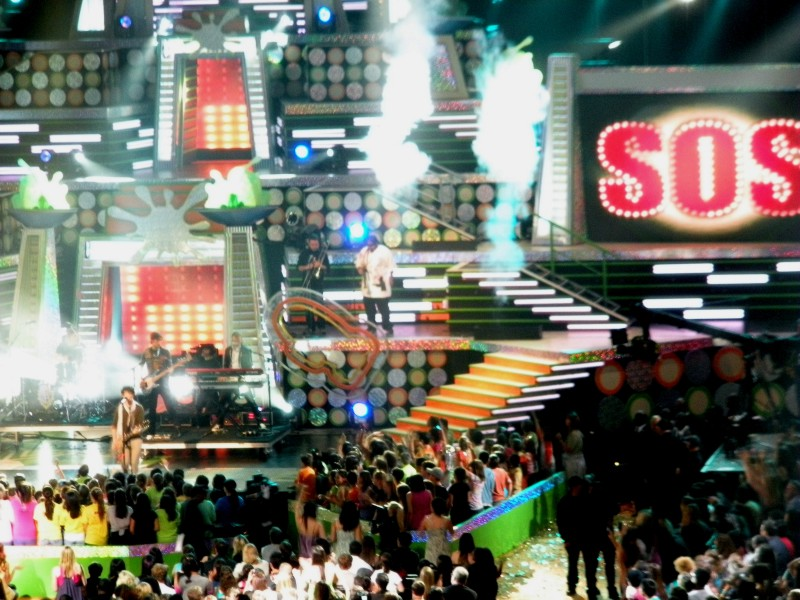
2009年度のキッズ・チョイス・アワードにて、パフォーマンスを行うジョナス・ブラザーズ

ニコロデオン・キッズ・チョイス・アワード（Kids Choice Awards）とは、子供向け専門チャンネルのニコロデオンが主催・放送している俳優、映画、アニメーション、音楽、スポーツ選手など全16部門の賞を発表する子供たちの祭典。
　

## 概要
ニコロデオン・キッズ・チョイス・アワードは1986年に第1回の授賞式が行われ、1988年以降毎年開催されている。授賞式はジ・フォーラムで開催されている。以前はグランド・オリンピック・オーディトリアム、ハリウッド・ボウル、ギブソン・アンフィシアター、カリフォルニア大学ロサンゼルス校のポーリー・パビリオン、南カリフォルニア大学のガレン・センターで開催されていた。投票は全米の3000万人の子供たちによって行われ、受賞者が決定される。
授賞式ではライブパフォーマンスのほかに受賞者によるスライム攻撃が名物である。

## 人一覧

### 1980年代
- トニー・ダンザ
- デビー・ギブソン
- ブライアン・ロビンス
- ダン・シュナイダー
- ニコル・エガート
- ウィル・ウィトン

## 賞一覧

### 2015年授賞式時点の賞

#### 映画部門
フェイバリット映画賞
フェイバリットアニメーション映画賞
2005年創設。
フェイバリット映画男優賞
フェイバリット映画女優賞
フェイバリット悪役賞
2013年創設。
フェイバリットアクション男優賞
2015年創設。
フェイバリットアクション女優賞
2015年創設。

#### テレビ部門
フェイバリット子供番組賞
初回から2014年までの「フェイバリットTV番組賞」を分割して創設。
フェイバリットファミリー番組賞
初回から2014年までの「フェイバリットTV番組賞」を分割して創設。
フェイバリットリアリティ番組賞
2009年創設。
フェイバリットカートゥーン賞
アニメーション番組の賞
フェイバリットTV男優賞
フェイバリットTV女優賞

#### 音楽部門
フェイバリット音楽グループ賞
1997年創設。翌年は休止するが、1999年より毎年設置。
フェイバリット男性歌手賞
2000年創設。
フェイバリット女性歌手賞
2000年創設。
フェイバリット新人アーティスト賞
2015年創設。
フェイバリットソング賞
初回から創設されているが、1990年から1992年までと1995年の授賞式には除かれていた。

#### その他の賞
フェイバリットブック賞
1998年創設。2001年授賞式では休止。
アディクティング・ゲーム賞
2015年に「フェイバリットテレビゲーム賞」を置き換える形で創設。

### 廃止された賞

#### 映画部門
アニメーション映画の声優賞
2000年に創設。2014年を最後に廃止。
フェイバリット・バットキッカー賞
2011年に創設。2013年に男優と女優の部門に分割し、2014年の授賞式を最後にいずれも廃止。

#### テレビ部門
フェイバリットTV番組賞
2014年まで設定されていた賞。1992年、1994年、1996年は休止。2015年に「フェイバリット子供番組賞」と「フェイバリットファミリー番組賞」に分割されて廃止。
フェイバリットTVサイドキック賞
2011年および2012年に設定されたが、受賞者はジェネット・マッカーディのみであった。

#### スポーツ部門
2014年授賞式までに全部門が廃止された。
フェイバリット男性アスリート賞
1990年、1992年から1998年、2001年から2002年は休止。2013年を最後に廃止。
フェイバリット女性アスリート賞
1990年から1998年、2001年から2002年は休止。2013年を最後に廃止。
最も熱烈なアスリート賞
上記2部門を置き換える形で2014年に創設したが、1年限りで廃止。この賞の廃止により、スポーツ部門は消滅。
フェイバリットスポーツチーム賞
1990年から1992年、1994年から1998年、2001年は休止。2004年を最後に廃止。

#### その他の賞
フェイバリットアプリ賞
2013年および2014年に設定された。
ホール・オブ・フェイム・アワード
1991年に創設。2000年を最後に廃止。
ウォナビー・アワード
2001年に創設。2008年を最後に廃止。
ビッグ・ヘルプ/ビッグ・グリーン・ヘルプ・アワード
2009年に創設。2012年を最後に廃止。
フェイバリットテレビゲーム賞
1992年に創設。2015年に「アディクティング・ゲーム賞」に置き換えられる形で廃止。